# Ferrovia Centrale Toscana
La ferrovia Centrale Toscana è una linea ferroviaria italiana che collega la stazione di Empoli, sulla ferrovia Leopolda, alla stazione di Chiusi-Chianciano Terme, sulla ferrovia Firenze-Roma, passando per la città di Siena.

## Storia

### L'apertura della tratta Empoli-Siena
| Tratto            | Inaugurazione     | Inaugurazione |
| ----------------- | ----------------- | ------------- |
| Empoli-Siena      | 14 ottobre 1849   |               |
| Siena-Sinalunga   | 19 settembre 1859 |               |
| Sinalunga-Torrita | 29 ottobre 1860   |               |
| Torrita-Salarco   | 20 ottobre 1861   |               |
| Salarco-Chiusi    | 24 luglio 1862    |               |
| Manuale           |                   |               |

Fin dal 1840 il governatore di Siena Luigi Serristori, che aveva partecipato negli anni precedenti agli studi preliminari per la costruzione della ferrovia Leopolda, si fece promotore della realizzazione di un collegamento ferroviario tra Firenze e Siena. Progettata dall'ingegnere Giuseppe Pianigiani, la "strada ferrata Centrale Toscana" fu finanziata con capitali privati prevalentemente senesi; l'omonima società concessionaria fu costituita su iniziativa dell'imprenditore Policarpo Bandini nel 1844 e ottenne la concessione dal Granducato di Toscana il 5 giugno 1845.
I lavori di costruzione della ferrovia iniziarono nel 1846 e furono ultimati in pochi anni: il 14 ottobre 1849 fu inaugurato il binario che collegava la stazione di Empoli, sulla linea Firenze-Livorno, a Siena, per una lunghezza complessiva di 64 chilometri. La ferrovia semplificò non poco i collegamenti fra la capitale del Granducato di Toscana e la città del Palio, riducendone i tempi a circa due ore e mezza. Al momento dell'inaugurazione, tuttavia, era ancora in costruzione la galleria di Montarioso (già Montearioso), corrispondente alla parte finale del tracciato, a nord di Siena. Tale galleria, lunga 1516 metri, era un'opera ingegneristica di elevato valore tecnico per l'epoca: scavata fra terreni friabili e ricchi d'acqua, richiese quattro anni e tre mesi di lavoro e venne aperta al servizio solo il 18 settembre 1850, quando risultava essere la più lunga galleria ferroviaria in Italia. Fino ad allora, la stazione di Siena fu posta in un edificio provvisorio situato all'imbocco lato Empoli della galleria in costruzione, detto "Mazzafonda". Fu inoltre organizzato un Palio straordinario per l'inaugurazione della nuova ferrovia.

### L'apertura della tratta Siena-Chiusi e l'allungamento verso Orte
Nel 1851 la società concessionaria ottenne la concessione per il prolungamento della ferrovia lungo la Val di Chiana e avviò la progettazione del binario che avrebbe collegato Siena a Chiusi. I lavori di costruzione furono avviati il 20 maggio 1854: cinque anni dopo, l'11 settembre 1859, fu inaugurata la tratta Siena-Sinalunga, lunga 58 chilometri, aperta all'esercizio il successivo 19 settembre. La tratta Sinalunga-Torrita di Siena, corrispondente a ulteriori 7 chilometri, fu inaugurata il 29 ottobre 1860. Nell'agosto 1861 la società concessionaria ricevette l'autorizzazione a proseguire la linea Siena-Chiusi in direzione di Orvieto, con l'intento di congiungerla alla già progettata linea Roma-Foligno nei pressi di Orte.
Il 20 ottobre 1861 fu aperta al traffico la tratta Torrita di Siena-Salarco, lunga 6 chilometri. La stazione del Salarco era situata presso l'omonimo torrente, in località Sciarti, ad Abbadia di Montepulciano: per superare il torrente, all'altezza di una monumentale cascata in laterizio edificata dall'ingegnere Alessandro Manetti nel 1849 venne eretto un ponte di ferro a due luci, che successivamente diede origine al toponimo Ponte di Ferro per indicare il luogo. Il caratteristico ponte ottocentesco venne abbattuto il 30 giugno 1944, durante la seconda guerra mondiale, dalle truppe tedesche in ritirata. Il 24 luglio 1862 fu aperta la tratta Salarco-Chiusi, lunga 20 chilometri, che attraversava il territorio di tre delle più importanti fattorie granducali della Val di Chiana: Abbadia di Montepulciano, Chianacce e Acquaviva di Montepulciano. Il 15 dicembre dello stesso anno fu poi aperta la tratta Chiusi-Ficulle.

In un documento ufficiale dell'amministratore della società concessionaria della ferrovia, lo stesso Policarpo Bandini, si leggeva che:
L'annuncio dell'apertura della tratta Salarco-Chiusi, insieme alla stazione intermedia di Acquaviva di Montepulciano, apparve nel Bollettino delle Strade Ferrate e sul giornale Il Monitore Toscano. Il trasporto di merci sulla linea, presso la quale era convogliata gran parte della produzione agricola della zona, veniva assicurato da una coppia di corse giornaliera, l'una in partenza da Chiusi alle 6:00 e l'altra in partenza da Siena alle 17:20; il tragitto fra le due stazioni veniva coperto in poco meno di tre ore.
Con la legge n. 2272 del 14 maggio 1865, che riordinò l'assetto ferroviario nel territorio del Regno d'Italia, la società concessionaria della ferrovia Centrale Toscana fu incorporata nella Società per le Strade Ferrate Romane, che assunse la gestione della linea occupandosi del completamento della tratta Ficulle-Orte, nonché della costruzione di una deviazione che dalla stazione di Asciano volgeva verso Grosseto, ultimata nel 1872. Il 24 agosto 1867 Giuseppe Garibaldi transitò sulla ferrovia a bordo dell'ultima corsa pomeridiana e, proveniente da Rapolano Terme, fece scalo alla stazione del Salarco, dove lo attendevano alcuni notabili poliziani che lo accompagnarono in carrozza a Montepulciano. Per alcuni anni la direttrice Empoli-Chiusi-Orte ebbe una notevole importanza, rappresentando l'unico collegamento ferroviario esistente fra il Nord Italia e Roma. Tuttavia, a partire dalla metà degli anni Settanta del XIX secolo, con l'apertura della ferrovia Tirrenica, che collegava Livorno a Roma, e della ferrovia Firenze-Roma, che passando per Perugia si congiungeva alla ferrovia Centrale Toscana all'altezza di Orte, il binario passante per Siena e Chiusi perse la sua rilevanza, venendo relegato a un ambito più locale.

### Il collegamento con la ferrovia Umbro-Aretina
Già negli anni Settanta dell'Ottocento si iniziò ad avvertire l'esigenza di velocizzare i collegamenti tra Firenze e Roma e congiungere la ferrovia Centrale Toscana con la ferrovia Umbro-Aretina, che collegava Firenze e Arezzo a Terni passando per Perugia. Per andare in treno dalla vecchia alla nuova capitale del Regno d'Italia, infatti, si doveva percorrere un lungo tragitto che attraversava il Valdarno Superiore, Arezzo, Passignano sul Trasimeno, Perugia, Foligno, Terni e Orte. Per la nuova linea furono presentati undici progetti, il primo dei quali prevedeva di deviare la ferrovia Centrale Toscana all'altezza della stazione del Salarco, attraversare l'intera Val di Chiana da sud verso nord e raggiungere la ferrovia Umbro-Aretina in località Bastardo (oggi San Giuliano), una delle tredici ex fattorie granducali della valle, distante 7 chilometri da Arezzo. Tra gli altri progetti in lizza figuravano il raccordo Salarco-Castiglion Fiorentino che seguiva un percorso simile ma più breve, il Salarco-Olmo che costeggiava il lago Trasimeno, l'Acquaviva di Montepulciano-Cortona che, sulla scorta di un progetto dell'agosto 1871, prevedeva un percorso di 20 chilometri attraverso le valli del Chiuso e della Selva, con la costruzione di due gallerie denominate "Apparita" e "Barullo" per un costo complessivo stimato di 2.250.000 lire. Al vaglio erano anche la tratta Chiusi-Terontola, la Salarco-Bucine - che si sarebbe estesa per 36,1 chilometri con un costo preventivato di 3.200.000 lire - e la Buoninsegna-Bucine - che deviava la ferrovia Centrale Toscana più a nord, all'altezza di Rapolano Terme.
La scelta ricadde sulla linea Chiusi-Terontola, il cui costo previsto si attestava intorno a 2.000.000 lire: tale percorso permetteva di eludere il lago Trasimeno e il nodo di Perugia, abbattendo i tempi di percorrenza e attestando la ferrovia Firenze-Roma sulla direttrice Terontola-Chiusi-Orte. Nella primavera del 1874 iniziarono i primi lavori di sbancamento, nonostante le polemiche sollevate dagli abitanti dei paesi coinvolti nei progetti scartati.

### La statalizzazione e gli sviluppi recenti
La ferrovia Centrale Toscana seguì le vicissitudini della Società per le Strade Ferrate Romane e nel 1885 passò in gestione alla Società Italiana per le Strade Ferrate Meridionali. Nello stesso anno venne aperta all'esercizio un'altra diramazione della linea, che collegava Poggibonsi a Colle di Val d'Elsa: era inizialmente previsto che la diramazione proseguisse fino a raggiungere Volterra e si allacciasse alla ferrovia Cecina-Volterra, ma tale progetto non vide mai la luce. Nel 1905, nell'ambito del progetto di statalizzazione delle ferrovie italiane portato a compimento nei primi decenni del XX secolo, la gestione della linea passò alle Ferrovie dello Stato. Nel 1927 venne ultimata la nuova ferrovia Siena-Grosseto, che a sud della stazione di Siena si separava dalla ferrovia Centrale Toscana e la scavalcava dirigendosi verso meridione, fino a congiungersi con la linea Asciano-Grosseto presso la stazione di Monte Antico. Tre anni dopo, nel 1930, venne completata la ferrovia Arezzo-Sinalunga, che deviava la ferrovia Centrale Toscana a nord di Sinalunga e raggiungeva la città di Arezzo attraversando la Val di Chiana per 40 chilometri.
Nel 1990 venne attivato il raddoppio del binario fra le stazioni di Granaiolo e Castelfiorentino, comprendente la nuova fermata di Cambiano. Alcuni anni dopo fu raddoppiata anche la tratta da Castelfiorentino a Certaldo. Nell'autunno 2004 iniziarono i lavori di raddoppio della tratta da Certaldo a Poggibonsi, che furono completati il 20 giugno 2006; in questa fase furono anche eliminati alcuni passaggi a livello e fu rettificato il tracciato. Il 24 ottobre 2018 la Commissione Trasporti della Camera dei Deputati ha confermato l'investimento di 177 milioni di euro per operare un massiccio rinnovamento della linea: verrà raddoppiata la tratta Empoli-Granaiolo, sarà elettrificato l'intero tracciato fra Empoli e Siena e verrà rinnovato il materiale rotabile. I lavori con inizio previsto nel 2023 dovrebbero iniziare nei mesi estivi del 2024 e dovrebbero concludersi nel 2028.

## Caratteristiche
La ferrovia è lunga 152 chilometri ed è quasi interamente a binario singolo, eccezion fatta per le tratte Granaiolo-Poggibonsi e Montallese-Chiusi, che sono a doppio binario; la linea è inoltre priva di elettrificazione, salvo il tratto fra Montallese e Chiusi. Gestore della ferrovia è Rete Ferroviaria Italiana, che la considera una linea complementare, mentre il servizio passeggeri è svolto da Trenitalia su due direttrici distinte, Empoli-Siena e Siena-Chiusi. La ferrovia è altresì regolarmente percorsa da treni merci.

### Percorso
|  | Unknown route-map component "STR+l" | Unknown route-map component "CONTfq" |

| Station on track |

| Unknown route-map component "CONTgq" | Unknown route-map component "ABZgr" |  |

| Station on track |

| Station on track |

| Unknown route-map component "eHST" |

| Unknown route-map component "HSTeBHF" |

| Station on track |

| Stop on track |

| Unknown route-map component "exCONTgq" | Unknown route-map component "eABZg+r" |  |

| Station on track |

| Unknown route-map component "eHST" |

| Station on track |

| Station on track |

| Unknown route-map component "tSTRa" |

| Unknown route-map component "tGIPl" |

| Unknown route-map component "tSTRe" |

| Station on track |

|  | Unknown route-map component "dSHI3gl" | Unknown route-map component "SHI3+r" |

| Unknown route-map component "CONTgq" | Unknown route-map component "dKRZu" | One way rightward |

| Station on track |

| Station on track |

| Unknown route-map component "eHST" |

| Station on track |

| Station on track |

| Unknown route-map component "CONTgq" | Unknown route-map component "ABZgr" |  |

| Unknown route-map component "eHST" |

|  | Station on track | Unknown route-map component "lGIPr" |

| Non-passenger station/depot on track |

|  | Unknown route-map component "ABZg+l" | Unknown route-map component "CONTfq" |

| Station on track |

| Stop on track |

| Unknown route-map component "exCONTr+f" | Unknown route-map component "dSTR" |  |

| Unknown route-map component "exBHF" | Unknown route-map component "dSTR" |  |

| Unknown route-map component "exSHI3l" | Unknown route-map component "edSHI3g+r" |  |

| Station on track |

|  | Straight track | Unknown route-map component "CONT1+f" |

|  | Straight track | Unknown route-map component "SPLa" |

|  | Straight track | Unknown route-map component "vÜSTol" |

|  | Unknown route-map component "SHI3g+l" | Unknown route-map component "vSHI3r-" + Unknown route-map component "SHI1+l" |

|  | Non-passenger station/depot on track | Unknown route-map component "kSTR3" |

| Unknown route-map component "CONTgq" | Unknown route-map component "kKRZr+1u" | Unknown route-map component "kSTRc4" |

|  | Unknown route-map component "ABZg+l" | Unknown route-map component "CONTfq" |

| Station on track |

| Continuation forward |

La linea ha inizio presso la stazione di Empoli, sulla ferrovia Leopolda, da cui si distacca in direzione di Pisa volgendo a sud e seguendo un percorso pressoché rettilineo fino a Poggibonsi, attraversando la Valdelsa. Dopo la stazione di Poggibonsi-San Gimignano il tracciato diviene maggiormente curvilineo, asseconda il percorso del torrente Staggia e risale le Colline del Chianti fino a raggiungere l'altitudine massima, a pochi chilometri da Siena. Dopo lo scalo senese il tracciato affronta il tratto più disagevole, attraversando la zona delle Crete Senesi fino a raggiungere la Val di Chiana; dopo la stazione di Sinalunga il percorso del binario torna ad essere piano e regolare e incontra la ferrovia direttissima Firenze-Roma presso Montallese. Qui la ferrovia Centrale Toscana coincide con l'intersezione Chiusi Nord della linea "direttissima" che collega Firenze a Roma con la "linea lenta" storica, che infatti viene incrociata a ridosso della stazione di Chiusi-Chianciano Terme.

### Infrastrutture

#### Stazione di Siena
Il 25 novembre 1935 fu inaugurata l'attuale stazione di Siena, posta lungo un nuovo tracciato che dall'uscita meridionale della galleria Montearioso seguiva un percorso più a valle della città rispetto a quello originario. L'apertura all'esercizio avvenne a mezzanotte del 28 ottobre precedente, data simbolica per il regime fascista in quanto anniversario della Marcia su Roma; contemporaneamente venne dismessa la vecchia stazione e il relativo tronco di allacciamento alla linea Empoli-Siena.
La nuova stazione fu progettata dall'architetto Angiolo Mazzoni, già progettatore di numerosi edifici pubblici negli anni Venti e Trenta del XX secolo. Il fabbricato viaggiatori, esteriormente rifinito in mattoni e travertino, presenta caratteri architettonici tipici del periodo razionalista. La vecchia stazione di Siena sorgeva più vicina alle mura della città e a una quota più alta: era infatti posta a 312,7 metri s.l.m., alla progressiva chilometrica 256+457. Il fabbricato viaggiatori della stazione originaria è stato riqualificato e adibito in parte ad abitazione civile e in parte a caserma del Corpo forestale dello Stato.

#### Stazione del Salarco
Il fabbricato viaggiatori della stazione del Salarco è ancora esistente e versa in condizioni di totale abbandono. Lo si può vedere transitando lungo la strada provinciale Lauretana all'altezza del sottopasso della linea ferroviaria, in prossimità del bivio per Sciarti, ad Abbadia di Montepulciano.

## Materiale rotabile
Il materiale rotabile impiegato fa parte dei depositi di Firenze e Siena e comprende composizioni di materiale ordinario quali carrozze MDVC/MDVE trainate da locomotive diesel del gruppo D.445, elettrotreni ibridi HTR 312/412 "Blues", composizioni singole e doppie di autotreni ALn 501/502 "Minuetto". Quando erano ancora in servizio in Toscana la linea era percorsa regolarmente da automotrici ALn 663 ed automotrici ALn 668 serie 3000 e serie 3100 del deposito di Siena.